# Anna van Saksen (1567-1613)
Anna van Saksen (Dresden, 18 november 1567 - Coburg, 27 januari 1613) was een prinses van Saksen bij geboorte en door haar huwelijk met Johan Casimir van Saksen-Coburg hertogin van Saksen-Coburg.

## Leven
Anna was de jongste dochter van keurvorst August van Saksen (1526-1586) en Anna van Denemarken, dochter van koning Christiaan II van Denemarken. Op 16 januari 1586 trouwde Anna met hertog Johan Casimir van Saksen-Coburg, met wie zij zich twee jaar daarvoor zonder ouderlijke toestemming verloofd had. Bij haar huwelijk kreeg ze 30.000 daalder mee en het herenschap Römhild. De onbekommerde hertogin organiseerde prachtige hoffeesten. Johan Casimir had meer interesse voor de jacht en bleef soms wekenlang afwezig van het hof. Wanneer Anna in 1593 het huwelijk verbreekt, zet Johan ongehinderd de scheiding door en laat hij Anna en haar liefde Ulrich van Liechtenstein opsluiten. Ondanks Anna's pogingen om genade van haar familie te krijgen, werden Anna en Ulrich beiden ter dood veroordeeld. 
Haar doodstraf werd omgezet in levenslang. Anna zou twintig jaar van haar leven doorbrengen in achtereenvolgens een gevangenis in Eisenach, het klooster Sonnefeld en uiteindelijk in de Veste van Coburg, waar zij in 1613 zou sterven. Ze werd in de Kloosterkerk van Sonnefeld begraven. 